# 貝特斯角
70°43′S 166°47′E / 70.717°S 166.783°E
貝特斯角是南極洲的海岬，位於維多利亞地的尤爾灣入口處北部，處於威廉斯角和阿代爾角之間，該海岬根據美國地質調查局的測量和美國海軍的空中照片被繪入地圖。